# کنجی آداچیهارا
کنجی آداچیهارا (انگلیسی: Kenji Adachihara؛ زادهٔ ۸ نوامبر ۱۹۸۴) بازیکن فوتبال اهل ژاپن است.